# 100 Pułk Zmechanizowany
100 Pułk Zmechanizowany im. Bohaterów Westerplatte (100 pz) – dawny oddział Wojsk Zmechanizowanych Sił Zbrojnych RP.
W marcu 1989 roku 1 Warszawski Pułk Czołgów Średnich im. Bohaterów Westerplatte został przeformowany w 100 Pułk Zmechanizowany. Oddział stacjonował w garnizonie Elbląg i wchodził w skład 16 Pomorskiej Dywizji Zmechanizowanej. W 1995 roku został przeformowany w 14 Brygadę Zmechanizowaną.

## Dowódcy pułku
- ppłk dypl. Lech Stefaniak (1989-1991)
- ppłk dypl. Ryszard Sorokosz (1991-1995)

## Skład organizacyjny
- Dowództwo i sztab
- kompania łączności
- pluton regulacji ruchu
- 1 batalion zmechanizowany
- 2 batalion zmechanizowany
- 1 batalion czołgów
- 2 batalion czołgów
- dywizjon artylerii samobieżnej
- dywizjon przeciwlotniczy
- bateria przeciwpancerna
- kompania saperów
- kompania rozpoznawcza
- kompania zaopatrzenia
- kompania remontowa
- kompania medyczna
- pluton chemiczny